# エステルスンド
エステルスンド (Östersund [œstɛˈʂɵnːd] ( 音声ファイル)) はスウェーデン中部の都市。イェムトランド県の県庁所在地であり、エステルスンドコミューンの中核地域でもある。エステルスンドはスウェーデンで5番目に大きな湖であるストールション湖の南東岸に位置しており、イェムトランド県で唯一の都市となっている。人口は約50,000人で、スウェーデンで24番目に、スカンディナヴィア半島全体では46番目に多い。

## 概要
エステルスンドはスウェーデンで18世紀に創建された唯一の都市である。その理由は、イェムトランド地方の旺盛な交易活動を、スウェーデン王家は疎んでおり、それを独占するためであった。当初の目論見は付近の農民の生産物をエステルスンドの仲買人に取り扱わせることだったが、これは人びとからの反発に会い、長い期間エステルスンドの町の規模は小さなものに留まった。 エステルスンドがほんとうに大きな都市になったのは鉄道が開通し経済が自由化した19世紀末のことだった。
エステルスンドの位置はスウェーデン中部にあり、イェムトランド県とエステルスンドコミューンそれぞれの中核でもある。スウェーデンの中でもっともその中央部に位置する都市であり、「地理的なスウェーデンの中心」を自称している。
エステルスンドは「冬の都市」（ヴィンテルスターデン, Vinterstaden）として宣伝されている。この「冬の都市」プロジェクトはコミューンと市内の企業によって共同で企画されている。
また、エステルスンドはクロスカントリースキースタジアムやピステが市内にあるアウトドアスポーツの中心地として古くから知られており、バイアスロンやスピードスケート、スキーオリエンテーリングなどの世界大会、クロスカントリーとスノークロスのスウェーデン大会が開催されてきた場所でもある。エステルスンドは何度か冬季オリンピックの会場の候補地になっており（未だ開催には至っていない）、冬季オリンピックの前身ノルディックゲームの競技の会場もなった。
エステルスンド市の大部分はストールション湖の東岸に位置しているが、湖の中のフローソン島にも居住区があり、今日ではかなりの人口が島部に居住している。エステルスンドはそのほ大部分をカバーするエステルスンドコミューンと、400人ほどの人口を持つクロコム(Krokom)コミューンの二つからなっている。
エステルスンド市の領域はその名前のもととなったエステルスンデット海峡全体に渡っている。「エステルウンド」は「東の海峡」という意味であり、古イェムトランド語から来ている。

## 交通
フローソン島に2,500mの滑走路を持つ、オーレ・エステルスンド空港があり、ヨーロッパの各所と結ばれている。空港の利用者は2005年に約39万人に達した。また、スカンジナビア半島を横断する欧州自動車道路E14号線も通過している。町の中央部にはエステルスンド中央駅も置かれている。